# Libra Scale
Libra Scale (с англ. — «Весы») — четвёртый студийный альбом американского исполнителя и автора песен Ни-Йо. Он был выпущен 27 октября 2010 года в Японии, за которым последовал релиз в Великобритании 29 октября, а также релиз в США 22 ноября 2010 года на лейблах Def Jam Recordings и Compound Entertainment. Альбому предшествовали три сингла: его главный сингл, ориентированный на европоп, и хит номер один в Великобритании «Beautiful Monster», а также R&B синглы «Champagne Life» и «One in a Million».

После выпуска Libra Scale получил благоприятные отзывы от большинства музыкальных критиков. Альбом стартовал на 9 месте в американском чарте Billboard 200, было продано 112 000 копий за первую неделю продаж, став его четвертым подряд альбомом, попавшим в десятку лучших в Соединённых Штатах после Year of the Gentleman в 2008 году. В настоящее время он имеет рейтинг 73 из 100 на Metacritic, что означает «в целом благоприятные отзывы», основанный на четырнадцати обзорах и достиг трёх синглов, которые достигли умеренного успеха в чартах Billboard.

## Создание
По словам Ни-Йо, идея альбома возникла из трёх влияний: его желания сделать что-то другое вместо стандартной компиляции; его интерес к научной фантастике, комиксам и японской анимации; и вдохновение из работ Майкла Джексона, в частности Thriller, Moonwalker и Bad. Первоначально альбом должен был сопровождать короткометражный фильм, но он оказался нежизнеспособным из-за временных и финансовых ограничений, поэтому Ни-Йо решил вместо этого разработать серию из шести расширенных музыкальных клипов. Тем не менее, концепция фильма продолжает влиять на работу, поскольку он заявил, что песни на альбоме вдохновлены сценарием фильма, который он написал. В альбоме представлено несколько песен, которые следуют истории Джерома и Претти Синклер.
Название альбома является отсылкой к Весам, астрологическому знаку Ни-Йо.
Концепция альбома исследует историю, подвергающую сомнению мораль и обе стороны Весов: выбор между деньгами/властью/славой и любовью. История повествует о трех мусорщиках — Джероме, Клайде и Лерое, которым предлагают все, что они хотят, в обмен на защиту города от надвигающейся угрозы. Однако есть одна загвоздка: они никогда не могут влюбиться. Когда Джером (Ни-Йо) влюбляется в Претти Синклер (Гален Хукс), наступает катастрофа, и ему приходится выбирать между своей любовью к ней и славой, властью и деньгами, которые ему были даны, поскольку он должен выбирать между ее жизнью и своей собственной.

## Синглы
«Beautiful Monster» был выпущен в качестве ведущего сингла 8 июня 2010 года. Он достиг пика на пятьдесят третьем месте в американском чарте Billboard Hot 100 и шестьдесят первом месте в американском чарте Hot R&B/Hip-Hop Songs. Песня показала лучшие результаты в американском чарте Dance Club Songs, где она достигла первого места в чарте на одну неделю. Она стала его вторым хитом номер один в чарте после «Closer» в 2008 году. Она также показала лучшие результаты в Великобритании, где стала его третьим хитом номер один. Она также достигла первой десятки в Японии и Ирландии и достигла умеренного успеха на других международных рынках. «Champagne Life» был выпущен в качестве второго североамериканского сингла 20 июля 2010 года. Она достигла пика на семьдесят пятом месте в чарте Billboard Hot 100, одиннадцатом месте в чарте Hot R&B/Hip-Hop Songs и благодаря получению сильных цифровых продаж достигла сорока лучших в Японии. «One in a Million» был выпущен как третий североамериканский и второй международный сингл 7 сентября 2010 года.  Он достиг пика на восемьдесят седьмом месте в американском чарте Billboard Hot 100 и достиг пика на двадцать первом месте в американском чарте Hot R&B/Hip-Hop Songs. Он также достиг двадцатки лучших в Великобритании и попал в чарты Австралии.

## Позиции в чартах
Libra Scale дебютировал и достиг пика на 9 месте в американском чарте Billboard 200, с продажами в первую неделю в 112 000 копий в Соединенных Штатах. Это стало самым низким показателем продаж Ни-Йо на тот момент и было значительным снижением по сравнению с ее предыдущим альбомом Year of the Gentleman, который открылся с продажами в 250 000 копий в 2008 году. В составных чартах Billboard он достиг четвертого места в чарте Top R&B/Hip-Hop Albums, став его первым сольным альбомом, не достигшим первой строчки. К ноябрю 2012 года Libra Scale был продан тиражом 345 000 копий внутри страны.

## Список композиций
| №                   | Название                          | Автор(ы)                                                       | Producer(s)                | Длительность |
| ------------------- | --------------------------------- | -------------------------------------------------------------- | -------------------------- | ------------ |
| 1.                  | «Champagne Life»                  | Shaffer Smith David Gough                                      | Gough                      | 5:23         |
| 2.                  | «Makin’ a Movie»                  | Smith Derrick White                                            | White                      | 3:52         |
| 3.                  | «Know Your Name»                  | Smith Sixx Johnson Rochad Holiday Curtis Wilson                | Holiday Johnson Wilson [a] | 4:07         |
| 4.                  | «Telekinesis»                     | Smith Jesse Wilson Anthony Reyes                               | Jesse «Corparal» Wilson    | 4:22         |
| 5.                  | «Crazy Love» (featuring Fabolous) | Smith Ryan Leslie John Jackson                                 | Leslie                     | 3:50         |
| 6.                  | «One in a Million»                | Smith Charles Harmon                                           | Chuck Harmony              | 4:03         |
| 7.                  | «Genuine Only»                    | Smith Reginald Perry Samuel Jean                               | Syience                    | 3:56         |
| 8.                  | «Cause I Said So»                 | Smith Joel Augustin Alain Biamby                               | Jackpot                    | 3:49         |
| 9.                  | «Beautiful Monster»               | Smith Mikkel Storleer Eriksen Tor Erik Hermansen Sandy Wilhelm | StarGate Sandy Vee         | 4:11         |
| 10.                 | «What Have I Done?»               | Smith Gough                                                    | Gough                      | 3:51         |
| Общая длительность: | Общая длительность:               | Общая длительность:                                            | Общая длительность:        | 41:24        |

| №   | Название                              | Автор(ы)                        | Producer(s)                 | Длительность |
| --- | ------------------------------------- | ------------------------------- | --------------------------- | ------------ |
| 11. | «Beautiful Monster» (Tony Moran edit) | Smith Eriksen Hermansen Wilhelm | StarGate Vee Tony Moran [a] | 4:33         |

| №  | Название                    | Длительность |
| -- | --------------------------- | ------------ |
| 1. | «Life on the Libra Scale»   | 9:38         |
| 2. | «Libra Scale» (trailer)     | 1:54         |
| 3. | «Beautiful Monster» (video) | 8:09         |
| 4. | «Champagne Life» (video)    | 8:10         |
| 5. | «One in a Million» (video)  | 9:38         |

## Чарты

### Недельные чарты
| Чарт (2010)                            | Высшая позиция |
| -------------------------------------- | -------------- |
| Австралия (ARIA)                       | 36             |
| Бельгия/Фландрия (Ultratop)            | 28             |
| Бельгия/Валлония (Ultratop)            | 60             |
| Нидерланды (Album Top 100)             | 48             |
| Франция (SNEP)                         | 45             |
| Германия (Offizielle Top 100)          | 53             |
| Ирландия (IRMA)                        | 24             |
| Италия (Classifica album)              | 15             |
| Japanese Albums (Oricon)               | 5              |
| Шотландия (Scottish Albums Chart)      | 22             |
| South African Albums (RiSA)            | 10             |
| Швейцария (Schweizer Hitparade)        | 15             |
| Великобритания (UK Albums Chart)       | 11             |
| Великобритания (UK R&B Albums Chart)   | 1              |
| США (Billboard 200)                    | 9              |
| США (Billboard Top R&B/Hip-Hop Albums) | 4              |

### Годовые чарты
| Чарт (2011)                           | Позиция |
| ------------------------------------- | ------- |
| US Billboard 200                      | 105     |
| US Top R&B/Hip-Hop Albums (Billboard) | 29      |

## Сертификация
| Регион | Сертификация | Продажи  |
| --- | ------------ | -------- |
| Италия (FIMI) | Золотой      | 30 000*  |
| Япония (RIAJ) | Золотой      | 100 000^ |
| Великобритания (BPI) | Серебряный   | 60 000^  |
| * Данные о продажах приведены только на основе сертификации. ^ Данные о тиражах приведены только на основе сертификации. |              |          |

## Даты выхода
| Страна         | Дата            | Формат                                                               | Лейбл                 | Ref(s)        |
| -------------- | --------------- | -------------------------------------------------------------------- | --------------------- | ------------- |
| Япония         | 27 октября 2010 | Standard edition ( CD , digital download ) Deluxe edition (CD + DVD) | Universal Music Japan | [ 37 ] [ 38 ] |
| Германия       | 29 октября 2010 | Standard edition ( CD , digital download ) Deluxe edition (CD + DVD) | Universal Music       | [ 39 ]        |
| Великобритания | 29 октября 2010 | Standard edition (CD, digital download)                              | Mercury Records       | [ 40 ]        |
| Гонконг        | 1 ноября 2010   | Standard edition (CD, digital download)                              | Def Jam Records       |               |
| Австралия      | 5 ноября 2010   | Standard edition (CD, digital download)                              | Universal Music       |               |
| Бразилия       | 9 ноября 2010   | Standard edition (CD, digital download)                              | Universal Music       | [ 41 ]        |
| США            | 22 ноября 2010  | Standard edition (CD, digital download)                              | Def Jam Records       | [ 42 ]        |